# Andreas Nachama
Pour les articles homonymes, voir Nachama.
Andreas Nachama (né le 27 novembre 1951 à Berlin) est un rabbin allemand.

## Biographie
Andreas Nachama est le fils d'Estrongo Nachama, hazzan de la communauté juive de Berlin.
Il étudie de 1972 à 1981 à l'université libre de Berlin l'histoire et la culture juive. Il est parfois étudiant libre au Leo Baeck College et assiste à des conférences en Israël.
Nachama travaille de 1977 à 1979 comme assistant de recherche à l'Institut d'histoire contemporaine à l'université de la Ruhr à Bochum. Il est ensuite employé de 1980 à 1993 des Festivals de Berlin (de) et en tant que tel aussi responsable de la coordination et de la promotion des 750 ans de Berlin en 1987. Il est le directeur de l'exposition permanente depuis 1987 puis directeur exécutif depuis 1994 du musée Topographie de la terreur. Il est aussi de 1992 à 1999 directeur artistique des Journées de la culture juive à Berlin.
En mai 2015, il est nommé membre de la commission fédérale contre l'antisémitisme.
En 1973, Andreas Nachama est parfois l'assistant du rabbin Louis Fischer au Chaplain Center, tenu par l'armée américaine à Berlin. Cette fonction disparaît avec le retrait de l'armée en 1993. De 1997 à 2001, il est le directeur général de la communauté juive de Berlin et en même temps membre du conseil d'administration du Conseil central des Juifs en Allemagne et représentant de la World Union for Progressive Judaism. En 2000, il devient rabbin du mouvement ALEPH et officie dans la même synagogue du Chaplain Center, devenue celle du quartier de Hüttenweg en 1999.
En mai 2016, il est le président pour les Juifs du Deutscher Koordinierungsrat der Gesellschaften für Christlich-Jüdische Zusammenarbeit.

## Source, notes et références
- (de) Cet article est partiellement ou en totalité issu de l’article de Wikipédia en allemand intitulé « Andreas Nachama » (voir la liste des auteurs).